# 7661 Reincken
7661 Reincken è un asteroide della fascia principale esterna. Scoperto nel 1994, presenta un'orbita caratterizzata da un semiasse maggiore pari a 2,881082 UA e da un'eccentricità di 0,011583, inclinata di 2,470061° rispetto all'eclittica.
Fa parte della famiglia di asteroidi Coronide.
Il suo nome è in onore dell'organista e compositore tedesco Johann Adam Reincken.